# Гордана Вуњак Новаковић
Гордана Вуњак Новаковић (Београд, 26. август 1948) српско-америчка је биоинжењерка и универзитетска професорка.
Редовна је професорка биомедицинског инжењерства и медицинских наука на Универзитету Колумбија у Њујорку, као и професорка биомедицинског инжињерства Микати фондације. Води лабораторију за инжињеринг матичних ћелија и ткива Универзитета Колумбија. Део је Ирвинг центра за обимно изучавање канцера (енг. Irving Comprehensive Cancer Center) и Центра за људски развој (енг. Human Development Centre) који су основани на Универзитету Колумбија. Пре Универзитета Колумбија, радила је као професор на Технолошко-металуршком факултету Универзитета у Београду (1981-1993), на Масачусетском технолошком институту (МИТ, 1993-2005) и Тафтс Универзитету (1993–2005). Докторирала је у области хемијског инжењерства на Универзитету у Београду (1981) и провела је годину дана као Фулбрајтов стипендиста на МИТ-у (1986-87). Додељен јој је почасни докторат на Универзитету у Новом Саду.
Професорка Вуњак Новаковић се фокусира на инжињерство људских ткива за регенеративну медицину, изучавање матичних ћелија и моделовање болести. Једна је од светских лидера у инжењерству хуманих ткива. Њена лабораторија је развила нове методе засноване на матичним ћелијама, биоматеријалима и биореакторима за регенерацију срца, плућа и костију, и „organs on a chip“ моделе хумане физиологије и патологије (канцер, инфаркт, фиброза, инфламација). Са својим тимом, објавила је 3 књиге, 70 поглавља и 360 радова у научним часописима. Одржала је 370 предавања по позиву на научним конференцијама и универзитетима широм света. Са преко 41000 цитата и h-индексом 115, професорка Вуњак Новаковић је једна од највише цитираних особа у историји у свим областима. Значајна компонента њеног рада је трансфер научних резултата из њене лабораторије у примене у медицини, кроз 50 патената у Сједињеним Државама и три компаније које је основала са својим студентима: epiBone, Tara Biosystems и East River Biosolutions.

## Биографија
Професорка Вуњак Новаковић је дипломирала, магистрирала и докторирала на хемијском инжињерству на Универзитету у Београду. Након постдипломских студија у Немачкој, вратила се на Универзитет у Београду као члан одељења за хемијско инжињерство. Била је Фулбрајтов стипендиста као члан Харвард-МИТ одељења за здравствене науке Масачусетског института за технологију. У исто време је била истраживач на Витакер колеџу за здравствене науке и технологију на МИТ-у (1993-1998) и као гостујући професор на Одељењу за биомедицински инжињеринг на Тафтс Универзитету (1994-2004). 1998. године је постала самостални истраживач на Харвард-МИТ одељењу за здравствене науке и технологију на МИТ-у, где је сарађивала, између осталог, и са познатим биомедицинским инжињером Робертом С. Лангером. Прихватила је позицију редовног професора Колумбија универзитета 2005, на одељењу за биомедицински инжињеринг. Удата је за Бранка Новаковића, архитекту, и имају сина Сташу који се бави пулмологијом и критичном негом у Мајамију.

## Наука
Бројни научни успеси професорке Вуњак Новаковић су значајно утицали на поље инжињеринга ткива, и шире на биомедицинско инжињерство. Фокус њених истраживања је на инжињерство функционалних људских ткива интегрисаним коришћењем матичних ћелија, биоматеријалних скела (енг. scaffold) и биореактора, који су дизајнирани тако да регулишу и стимулишу развој ткива. У свом раду, она је поставила теоријске и експерименталне основе за развој нових биоматеријала и архитектура скела које регенеришу ткива. На пример, серија пет радова о биореакторима, инжињерству ткива за хрскавицу, култивацијским параметрима и карактеризацији конструката ткива, објављених 1998. и 1999. године су цитирани преко 2000 пута.
Настављајући те напоре, проф. Вуњак Новаковић је вршила биолошке студије о комплексним ћелијама које се баве фундаменталним проблемима као што у раст и диференцијација матичних ћелија за функционалну скелетну и срчану механику, раст ћелија сисара у микрогравитацији и улози хондроцита у механици ткива хрскавице.

## Признања и награде
Професорка Вуњак Новаковић је члан редакција 25 научних часописа, Савета за инжењерство ткива и регенеративну медицину, Управног одбора Националне лабораторије на свемирској станици (где води комитет за науку и технологију), Управног одбора Америчког института за медицинско и биолошко инжењерство (где је била председник College of Fellows 2016-2017) и управник Секције за регенерацију костију и мишића у Faculty 1000 of Medicine. Члан је савета Слоут-Кетеринг центра за биологију матичних ћелија, Фондације за матичне ћелије у Њујорку, Савета фондације за матичне ћелије државе Њујорк и савета више академских институција (Градски колеџ Њујорка, Ренселер политехничког института, Вашингтон универзитета, Универзитета у Вермонту, Универзитета у Вашингтону у Сијетлу, Универзитету у Пенсилванији) и компанија (epiBone, Tara Biosystems, East River Biosolutions, Advanced Cell Technology, Organovo, Modern Meadow, StemSave).
Професорка Вуњак Новаковић је добитник Награде Клемсон Удружења за биоматеријале, Награде Прикер Удружења биомедицинских инжењера, четири награде НАСА-е за патенте и била је проглашена за једног од 100 глобалних мислилаца у 2014. години. Била је прва жена инжењер позвана да одржи престижно „директорско предавање” у америчком Националном институту за здравље (NIH) 2007. године. Изабрана је у Амерички институт за медицинско и биолошко инжењерство (AIMBE), Међународну дворану славних жена у технологији, Удружење биомедицинских инжењера, Америчко удружење за инжењерство ткива и регенеративну медицину, Америчко удружење за напредак науке (AAAS), Интернационално америчко удружење за инжењерство ткива и регенеративну медицину, Њујоршку академију наука, Европску академију наука (Academia Europaea), Српску инжењерску академију и Српску академију наука и уметности. Добитница је Роберт А. Прицкер (енг. Robert A. Pritzker награде за изузетно предавање за 2017. годину, што је највећа награда Друштва за биомедицинско инжињерство. Како су њена истраживања долазила до значајних резултата, њен рад је такође забележен од стране јавности и био је приказан у Њујорк Тајмсу , -у, Форбсу, -у, и на Би-Би-Сију.
Од 2017. године, промовисана је у звање Универзитетског професора, што је најпрестижнији академски степен резервисан за само 16 од укупно 4.000 професора на Универзитету Колумбија. Професорка Вуњак Новаковић је једини инжењер икада промовисан у то звање на Универзитету Колумбија. 2012. године је изабрана у америчку Националну академију за инжењерство, а две године касније у Националну академију за медицину и Националну академију проналазача, и једина је жена на Универзитету Колумбија изабрана у све три академије. У 2020. додељен јој је Сретењски орден Републике Србије. 2018: Награда Браћа Карић
Носилац је награде публике коју додељује Европски завод за патенте.
Увршћена је у „Енциклопедију националне дијаспоре”, коју уређује Иван Калаузовић Иванус.